# آزمایش سریع استرپ
آزمایش سریع استرپتوکوکی (به انگلیسی: Rapid strep test) یا به صورت مخفّف RST، یک آزمایش تشخیص سریع آنتی‌ژن است که به‌طور گسترده در کلینیک‌ها برای کمک به تشخیص فارنژیتِ باکتریایی ناشی از استرپتوکوک‌های گروه A، که گاهی گلودرد استرپتوکوکی نامیده می‌شود، مورد استفاده قرار می‌گیرد. در حال حاضر چندین نوع آزمایش سریع استرپ مورد استفاده است که هر کدام از فناوری متمایزی استفاده می‌کنند. با این حال، نحوهٔ عملِ همهٔ آن‌ها، تشخیص وجود باکتری استرپتوکوک پیوژنز (GAS) به وسیلهٔ نمونه‌برداری از مخاط گلوی فرد است. همچنین آزمایش سریع استرپ با تشخیص نوع فارنژیت (باکتریایی یا ویروسی)، می‌تواند از استفادهٔ نابه‌جا از آنتی‌بیوتیک‌ها در جایی که سودمند نیستند جلوگیری کند. ممکن است در زمانی که نتایج آزمایش سریع استرپ منفی باشد کشت گلو لازم شود.

## روش
اگر بیمار پیش از انجام آزمایش آنتی‌بیوتیک مصرف کرده باشد، لازم است به پزشک خود اطلاع دهد. همچنین لازم است بیمار پیش از آزمایش از دهان‌شویه استفاده نکرده باشد زیرا ممکن است بر نتایج آزمایش تأثیر بگذارد. اگر کودک قرار است آزمایش سریع استرپ بدهد، تشویق او به آرامش و ثابت ماندن می‌تواند به عملکرد متخصص کمک کند، چرا که این آزمایش با خطری همراه نیست.
ابتدا با استفاده از سواب از مخاط گلوی فرد بیمار نمونه‌برداری می‌شود. در اکثر RSTها، این نمونه مخاط در معرض محلول‌های معرفِ حاوی آنتی‌بادی‌هایی قرار می‌گیرد که به‌طور خاص به یک آنتی‌ژن GAS متصل می‌شوند. نتیجهٔ مثبت با یک واکنش قابل مشاهده خاص، مشخص می‌شود. سه نوع اصلی RST وجود دارد: اول، آزمایش لاتکس، که در دههٔ ۱۹۸۰ توسعه یافت ولی تا حد زیادی منسوخ شده‌است. در این روش، از دانه‌های لاتکس پوشیده از آنتی‌ژن‌ها استفاده می‌شود که در صورت وجودِ آنتی‌بادی‌های GAS، در اطراف آن‌ها تجمع می‌یابد. دوم، یک آزمایش جریان جانبی، که در حال حاضر پرکاربردترین RST است. نمونه بر روی یک نوار نیتروسلولز اعمال می‌شود و در صورت وجود آنتی‌ژن‌های GAS، آن‌ها در امتداد نوار پخش شده و یک خط قابل مشاهده از آنتی‌ژن‌های متصل به آنتی‌بادی‌های نشانه‌گذاری‌شده را تشکیل می‌دهند. سوم، سنجش ایمونواسی نوری جدیدترین و گران‌ترین آزمایش است. این روش شامل مخلوط کردن نمونه با آنتی‌بادی‌های نشانه‌گذاری‌شده و سپس با یک سوبسترای مخصوص روی یک نوار است که با تغییر رنگ، وجود یا عدم وجودِ آنتی‌ژن GAS را نشان دهد.

## تفسیر
از نظر میزان توانایی و دقت در تشخیص، ویژگی RSTها برای تشخیص حضور GAS حداقل ۹۵ درصد است، و در برخی از پژوهش‌ها، حساسیت و ویژگی آنان نزدیک به ۱۰۰ درصد هم گزارش شده‌است. بنابراین، اگر نتیجه آزمایش مثبت باشد، وجود GAS بسیار محتمل است. با این حال، ۵ تا ۲۰ درصد افراد GAS را در گلوی خود دارند بدون اینکه علائم عفونتی در آن‌ها بروز کند، پس وجود GAS در فردی مبتلا به فارنژیت ثابت نمی‌کند که این ارگانیسم مسئول عفونت است. حساسیت RSTهای جریان جانبی تا حدودی کم است و بین ۶۵ تا ۸۰ درصد برآورد می‌شود. بنابراین، از نتیجهٔ منفی چنین آزمایشی نمی‌توان احتمال ابتلای به فارنژیت GAS را منتفی دانست، این یک نقص قابل توجه در مقایسه با کشت میکروبی است که دارای حساسیت ۹۰ تا ۹۵ درصد است. و در نهایت، RSTهای ایمونواسی نوری حساسیت بسیار بالاتری از ۹۴ درصد دارند.
اگرچه آزمایش سریع استرپ نمی‌تواند ابتلا به GAS را در ناقل بدون علامتِ این ارگانیسم تشخیص دهد، اما اکثر مقامات بهداشتی، درمان با آنتی‌بیوتیک را در صورت مثبت بودن آزمایش سریع استرپ در فردی که گلودرد دارد، توصیه می‌کنند. دستورالعمل‌های ایالات متحده آمریکا آزمایش مجدد پس از درمان را با روش کشت میکروبی، تا حصول نتیجهٔ منفی توصیه می‌کنند، در حالی که دستورالعمل‌های اروپایی، نتیجهٔ منفیِ آزمایش سریع استرپ را کافی می‌دانند.

## کاربرد پزشکی
آزمایش سریع استِرِپ می‌تواند به پزشک در مورد تصمیم‌گیری تجویز آنتی‌بیوتیک به فرد مبتلا به فارنژیت که نوعی عفونت شایع در گلو است، کمک کند. عفونت‌های ویروسی عامل اکثر فارنژیت‌ها هستند، اما بخش قابل توجهی از فارنژیت در افراد (۲۰ تا ۴۰ درصد در کودکان و ۵ تا ۱۵ درصد در بزرگسالان) نیز ناشی از عفونت باکتریایی است. تمایز بین علائم عفونت ویروسی و باکتریایی ممکن است غیرقابل تشخیص باشد، اما تجویز آنتی‌بیوتیک تنها راه حل درمان مؤثر فارنژیت باکتریایی است. از آنجا که عامل اصلی فارنژیت باکتریایی GAS است، وجود این ارگانیسم در گلوی فرد می‌تواند به عنوان شرط لازم برای تجویز آنتی‌بیوتیک در نظر گرفته شود. فارنژیت GAS یک عفونت خودمحدودشونده است که معمولاً طی یک هفته بدون دارو برطرف می‌شود. با این حال، آنتی‌بیوتیک‌ها ممکن است طول و شدت بیماری را کاهش داده و خطر برخی از عوارض نادر اما جدی، از جمله بیماری روماتیسمی قلب را، کاهش دهند.
آزمایش سریع استرپ (RST)، که از دههٔ ۱۹۸۰ تا امروز در دسترس قرار گرفته‌است، می‌تواند برای سلامت عمومی مفید باشند؛ به این صورت که پزشکان با کشیدن یک سواب در گلو جهت نمونه‌گیری، می‌توانند برای نحوهٔ شروع درمان تصمیم‌گیری کنند؛ چرا که تصور می‌شود استفادهٔ نامناسب از آنتی‌بیوتیک‌ها، افزون بر عوارض جانبی نامطلوب در فرد، در ایجاد گونه‌های باکتری مقاوم به دارو مؤثرند. با کمک به شناسایی عفونت باکتریایی، آزمایش سریع استرپ می‌تواند به محدود کردن استفاده از آنتی‌بیوتیک‌ها در بیماری‌های ویروسی (که اساساً بی‌تأثیر هستند) کمک کند.
برخی از رهنمودها و دستورالعمل‌های بالینی، استفاده از RSTها را در افراد مبتلا به فارنژیت توصیه می‌کنند و برخی دیگر خیر. عموماً دستورالعمل‌های ایالات متحده بیشتر از معادل‌های اروپایی خود این آزمایش را توصیه می‌کنند. استفاده از RSTها ممکن است در جهان سوم که عوارض عفونت استرپتوکوکی شیوع بیشتری دارد، مفید باشد، اما استفاده از آنها در این مناطق مورد مطالعهٔ دقیق قرار نگرفته‌است.
کشت میکروبی با استفاده از سواب گلو، یک جایگزین مطمئن و مقرون به صرفه برای RST است که حساسیت و قدرت تشخیص بالایی دارد. با این حال، یک محیط کشت به امکانات ویژه‌ای نیاز دارد و معمولاً ۴۸ ساعت طول می‌کشد تا به نتیجه برسد، در حالی که RST می‌تواند در عرض چند دقیقه نتیجه دهد.